# Кентстаун

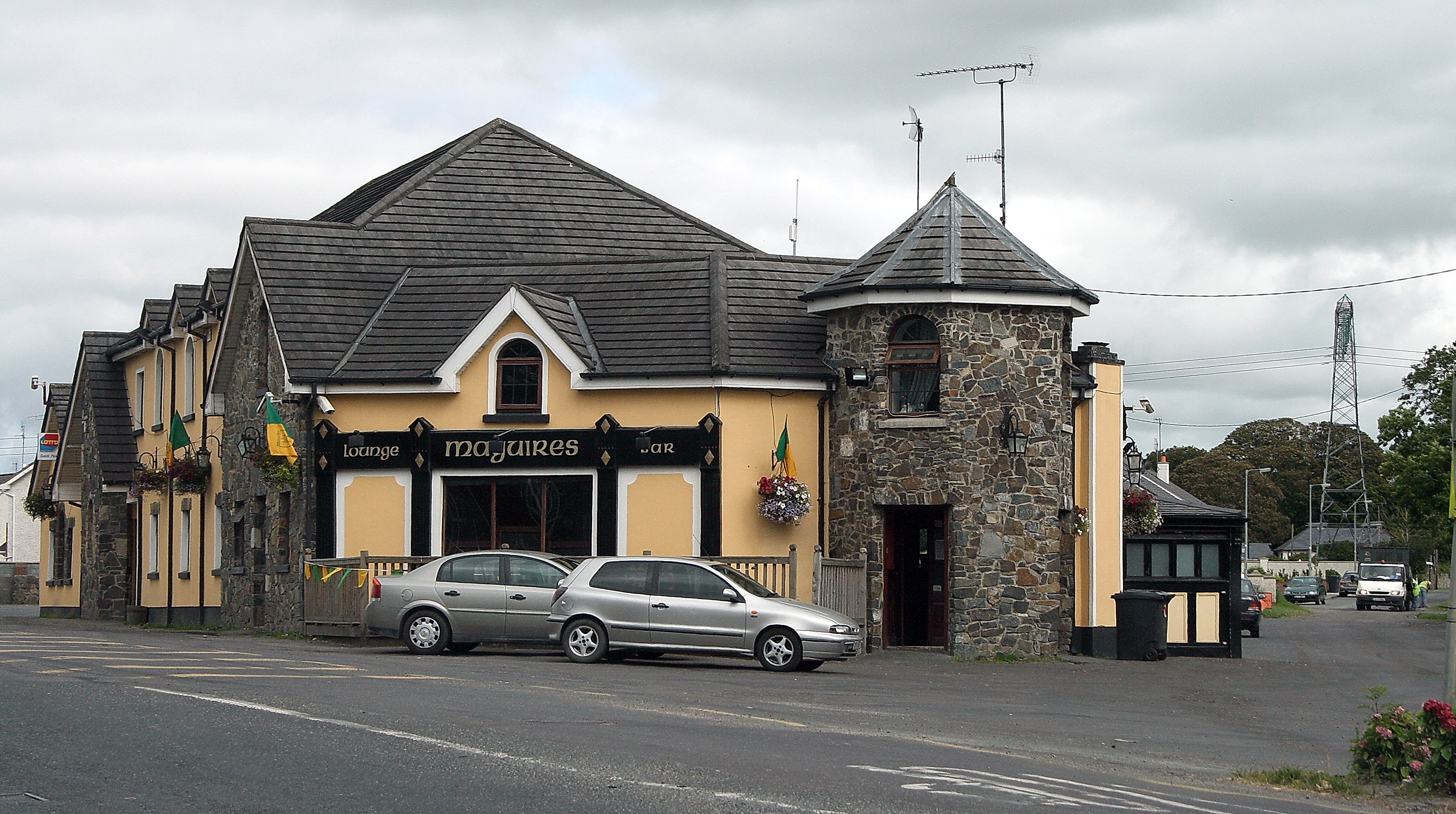
Кентстаун

Кентстаун (англ. Kentstown; ирл. Baile an Cheantaigh) — деревня в Ирландии, находится в графстве Мит (провинция Ленстер). Деревня находится на пересечении двух дорог R153 и R150. Местной достопримечательностью являются руины средневековой церкви.

## Демография
Население — 912 человек (по переписи 2006 года). В 2002 году население составляло 355 человек. 
Данные переписи 2006 года:
| Общие демографические показатели |               |                               |                               |      |      |
| Всё население                    | Всё население | Изменения населения 2002—2006 | Изменения населения 2002—2006 | 2006 | 2006 |
| 2002                             | 2006          | чел.                          | %                             | муж. | жен. |
| 355                              | 912           | 557                           | 156,9                         | 454  | 458  |